# Norra Brinnen
Norra Brinnen är en sjö i Heby kommun i Uppland och ingår i Tämnaråns huvudavrinningsområde. Sjön har en area på 0,119 kvadratkilometer och ligger 60 meter över havet.

## Delavrinningsområde
Norra Brinnen ingår i det delavrinningsområde (666507-157055) som SMHI kallar för Ovan Stalbobäcken. Medelhöjden är 54 meter över havet och ytan är 34,57 kvadratkilometer. Räknas de 5 avrinningsområdena uppströms in blir den ackumulerade arean 162,94 kvadratkilometer. Avrinningsområdets utflöde Tämnarån (Vretaån) mynnar i havet. Avrinningsområdet består mestadels av skog (63 procent) och jordbruk (18 procent). Avrinningsområdet har 0,27 kvadratkilometer vattenytor vilket ger det en sjöprocent på 0,8 procent.